# بورامسان
بورامسان (به لاتین: Buramsan) یک کوه در کره جنوبی است. بورامسان ۵۰۷ متر بالاتر از سطح دریا واقع شده‌است.